# Satoshi Saida
Satoshi Saida (齋田 悟司, Saida Satoshi) né le 26 mars 1972 à Yokkaichi, est un joueur de tennis en fauteuil roulant professionnel japon professionnel.
Il a perdu l'usage de sa jambe gauche à l'âge de 12 ans en raison d'un ostéosarcome. Après avoir joué au basketball, il découvre le tennis à 14 ans. Partenaire de double attitré de Shingo Kunieda, ils ont remporté ensemble la médaille d'or aux Jeux paralympiques d'Athènes en 2004, ainsi que trois tournois du Grand Chelem.

## Palmarès

### Jeux paralympiques
- médaillé d'or en double messieurs en 2004 avec Shingo Kunieda
- médaillé de bronze en double messieurs en 2008 avec Shingo Kunieda
- médaillé de bronze en double messieurs en 2016 avec Shingo Kunieda

### En Grand Chelem

#### Victoires en double (3)
| Année | Tournoi          | Partenaire     | Adversaires en finale               | Score    |
| 2006  | Wimbledon        | Shingo Kunieda | Michaël Jeremiasz / Jayant Mistry   | 7-5, 6-2 |
| 2007  | US Open          | Shingo Kunieda | Robin Ammerlaan / Michaël Jeremiasz | 6-3, 6-2 |
| 2008  | Open d'Australie | Shingo Kunieda | Robin Ammerlaan / Ronald Vink       | 6-4, 6-3 |

### Au Masters

#### Victoires au Masters en double (2)
| Année | Lieu      | Partenaire    | Finalistes                        | Résultat      |
| ----- | --------- | ------------- | --------------------------------- | ------------- |
| 2003  | Tremosine | Martin Legner | Michaël Jeremiasz / Jayant Mistry | 6-3, 7-65     |
| 2004  | Brescia   | Martin Legner | Michaël Jeremiasz / Jayant Mistry | 6-1, 3-6, 6-3 |